# Iridomyrmex emeryi
Iridomyrmex emeryi är en myrart som beskrevs av W. C. Crawley 1918. Iridomyrmex emeryi ingår i släktet Iridomyrmex och familjen myror. Inga underarter finns listade i Catalogue of Life.